# Buick GL8
Der Buick GL8 ist ein Van, der von SAIC General Motors in der Volksrepublik China gefertigt und in China unter der Marke Buick angeboten wird.

## 1. Generation (2000–2016)

### GL8 (2000–2005)
Er wurde Anfang 2000 herausgebracht und entspricht dem Pontiac Montana, Chevrolet Venture, Oldsmobile Silhouette und dem Opel Sintra bzw. Vauxhall Sintra.
Oft wird dadurch gedacht, der Terraza sei Buicks erster Van gewesen, weil der GL8 ausschließlich in China verkauft wurde.
Im Oktober 2001 wurde die erste Reihe von Buick GL10 (10-Sitzer-Version des ersten GL8) an die Philippinen geliefert.

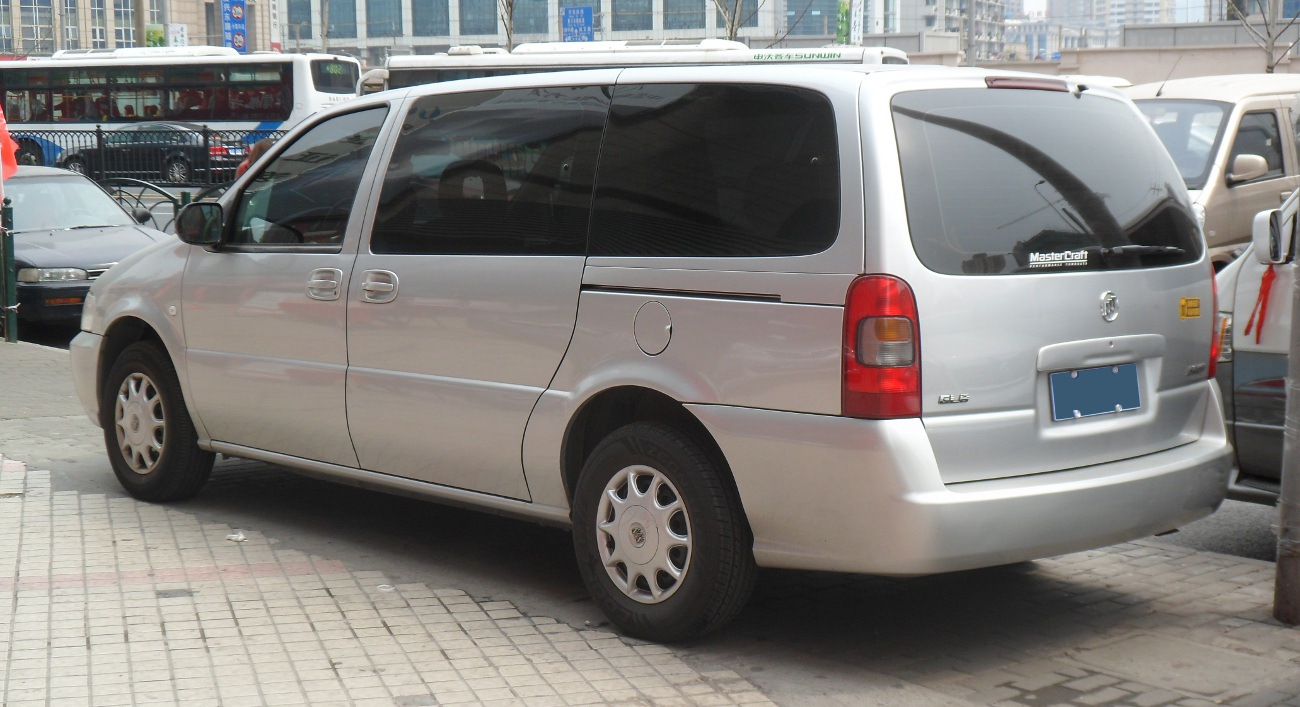
Heckansicht

### GL8 (2005–2016)
Ende 2005 wurde der Wagen stark überarbeitet und bekam ein moderneres Aussehen. Dies sorgte dafür, dass es sich deutlich von seinen Schwestermodelle wie dem hauseigenen Buick Terraza, dem Chevrolet Uplander, dem Pontiac Montana sowie dem Saturn Relay absetzte.
Das Modell mit normalem Radstand hieß schlicht GL8, während die Version mit langem Radstand als GL8 Firstland verkauft wurde. Es gab vier Ausstattungslinien: CT1, CT2, LT und GT (nur im Firstland). Seit der Markteinführung der 2. Generation im Modelljahr 2011 ist der Wagen nur noch mit langem Radstand erhältlich. Im Modelljahr 2013 ist nur noch ein Modell mit etwas modernerem 4-Zylinder-Motor in den Ausstattungslinien CT und LT erhältlich.
| Modell                       | 2.4 ECOTEC             | 2.5                    | 3.0                    |
| ---------------------------- | ---------------------- | ---------------------- | ---------------------- |
| Modellcode                   | LE5                    | LB8                    | LW9                    |
| Lieferbarkeit                |                        | ausgelaufen            | ausgelaufen            |
| Motorbauart                  | R4                     | V6                     | V6                     |
| Hubraum, cm³                 | 2384                   | 2490                   | 2980                   |
| max. Leistung, kW (PS)       | 123 (167) bei 6500/min | 112 (152) bei 6500/min | 127 (170) bei 6800/min |
| max. Drehmoment, Nm          | 225 bei 4400/min       | 210 bei 4400/min       | 251 bei 4400/min       |
| Höchstgeschwindigkeit, km/h  | 175                    | 168                    | 175                    |
| Beschleunigung, 0–100 km/h   | 13,3 s                 | –                      | 16,0 s                 |
| Getriebe, serienmäßig        | 6-Stufen-Automatik     | 4-Stufen-Automatik     | 4-Stufen-Automatik     |
| Verbrauch, l/100 km          | 10,4                   | –                      | 13,0                   |
| Kohlenstoffdioxid-Emissionen | 247 g/km               | –                      | 308 g/km               |

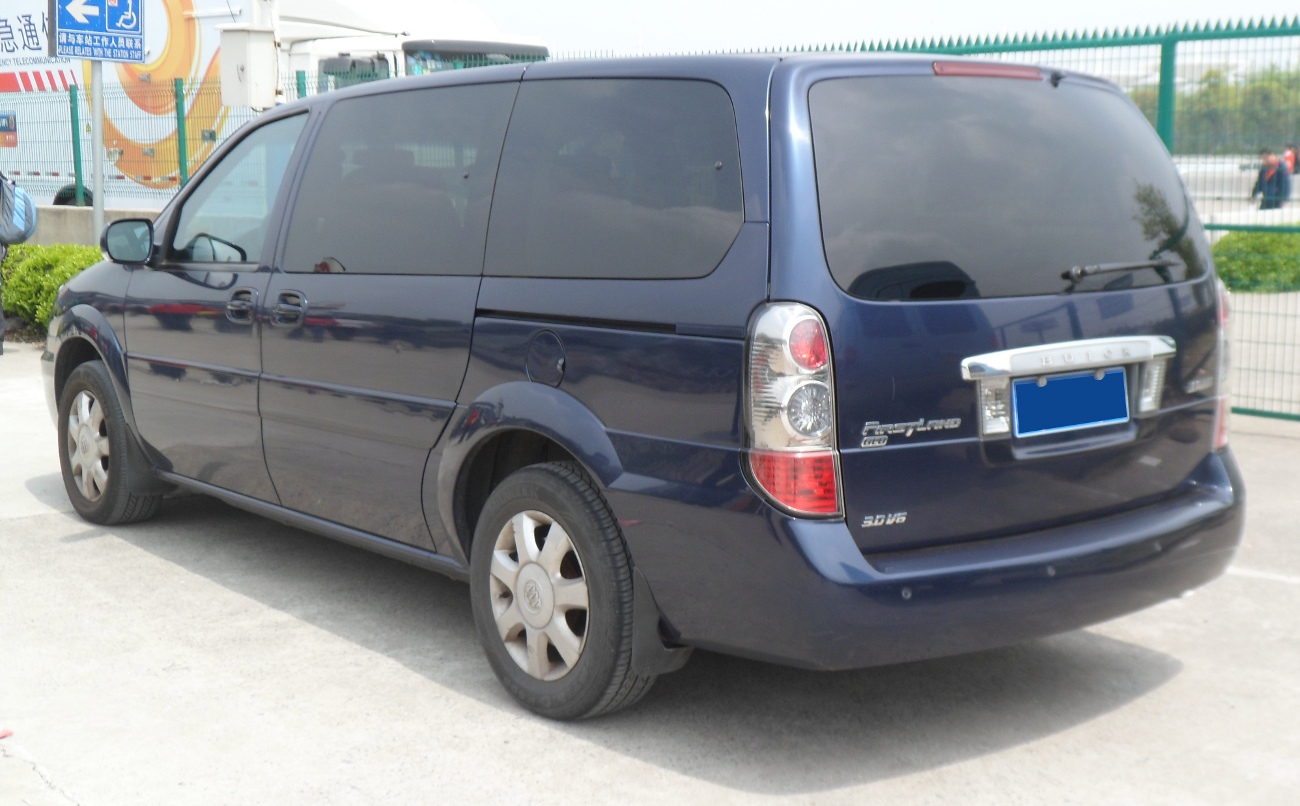
Heckansicht

| Tankinhalt, Liter            | 77                     | 95                     | 95                     |

## 2. Generation (2010–2016 / seit 2017)
Die zweite Auflage des GL8 wurde Ende 2010 eingeführt, wobei die erste Generation mit dem 2,4-l-Motor zu einem deutlich niedrigeren Preis vorerst weiterhin erhältlich bleibt.
Der Buick GL8 des Modelljahres 2011 greift auf das Design der aktuellen Buick- und Opel-Modelle zurück, insbesondere die Stufe in der hinteren Tür des Opel Meriva B findet sich auch im GL8 als markantes Merkmal wieder.
Beim von C-NCAP durchgeführten Crashtest wurden fünf Sterne erreicht, die sich aus einer 82-%-Wertung im Frontalaufprall mit voller Überdeckung, einer 97,1-%-Wertung im Frontalaufprall mit 40 % Überdeckung und einer 100-%-Wertung im Seitenaufprall zusammensetzt.
| Modell                       | 2.4                | 2.4                | 3.0                |
| ---------------------------- | ------------------ | ------------------ | ------------------ |
| Lieferbarkeit                | ausgelaufen        |                    |                    |
| Motorbauart                  | R4                 | R4                 | V6                 |
| Hubraum, cm³                 | 2384               | 2384               | 2997               |
| max. Leistung, kW (PS)       | 123/167 bei 6500   | 137/186 bei 6200   | 190/258 bei 6800   |
| max. Drehmoment, Nm          | 225 bei 4400       | 240 bei 4800       | 290 bei 5200       |
| Höchstgeschwindigkeit km/h   | 175                | 180                | 192                |
| Beschleunigung, 0–100 km/h   | 13,3 s             | 13,1 s             | 10,9 s             |
| Getriebe, serienmäßig        | 6-Stufen-Automatik | 6-Stufen-Automatik | 6-Stufen-Automatik |
| Verbrauch, l/100 km          | 10,4               | 10,0               | 11,1               |
| Kohlenstoffdioxid-Emissionen | 241 g/km           |                    | 253 g/km           |

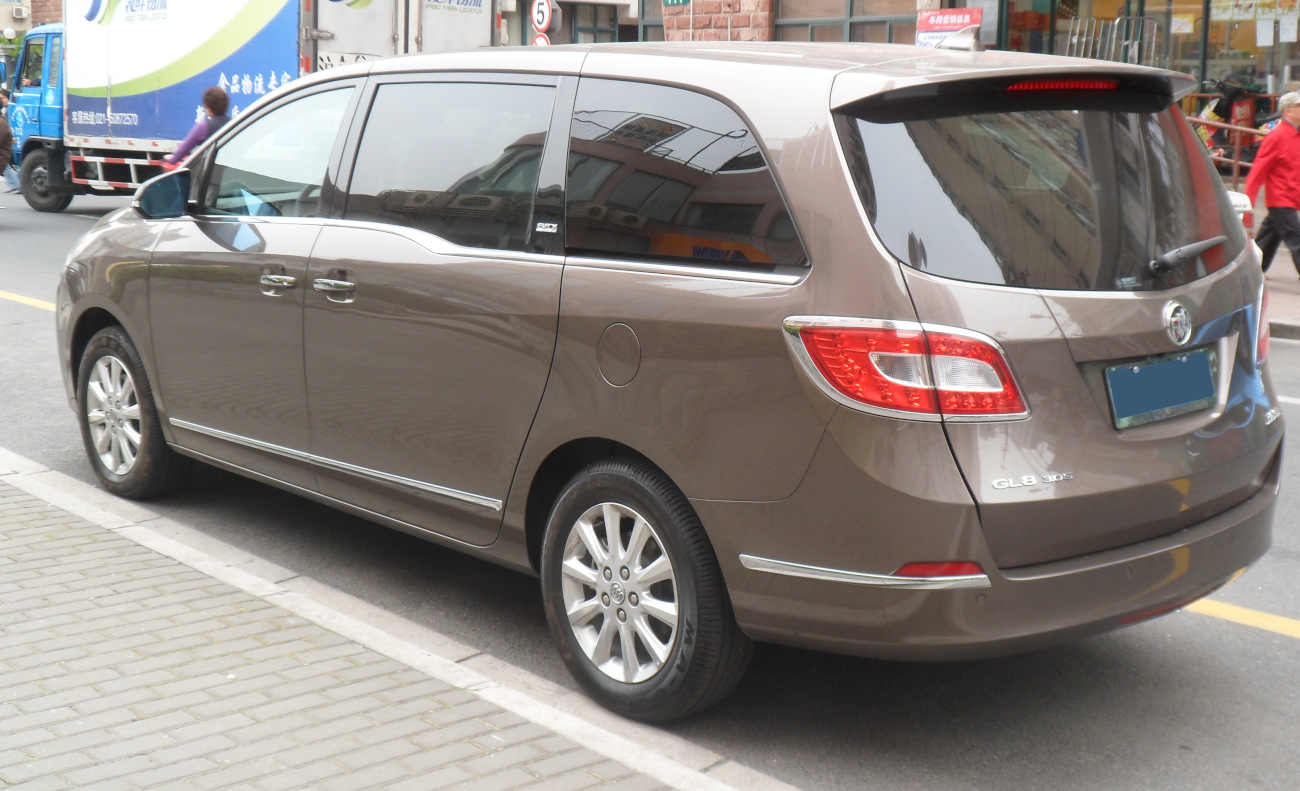
Heckansicht

GL8 II (seit 2017)

| Tankinhalt, Liter            | 77                 | 77                 | 77                 |

## 3. Generation (seit 2016)

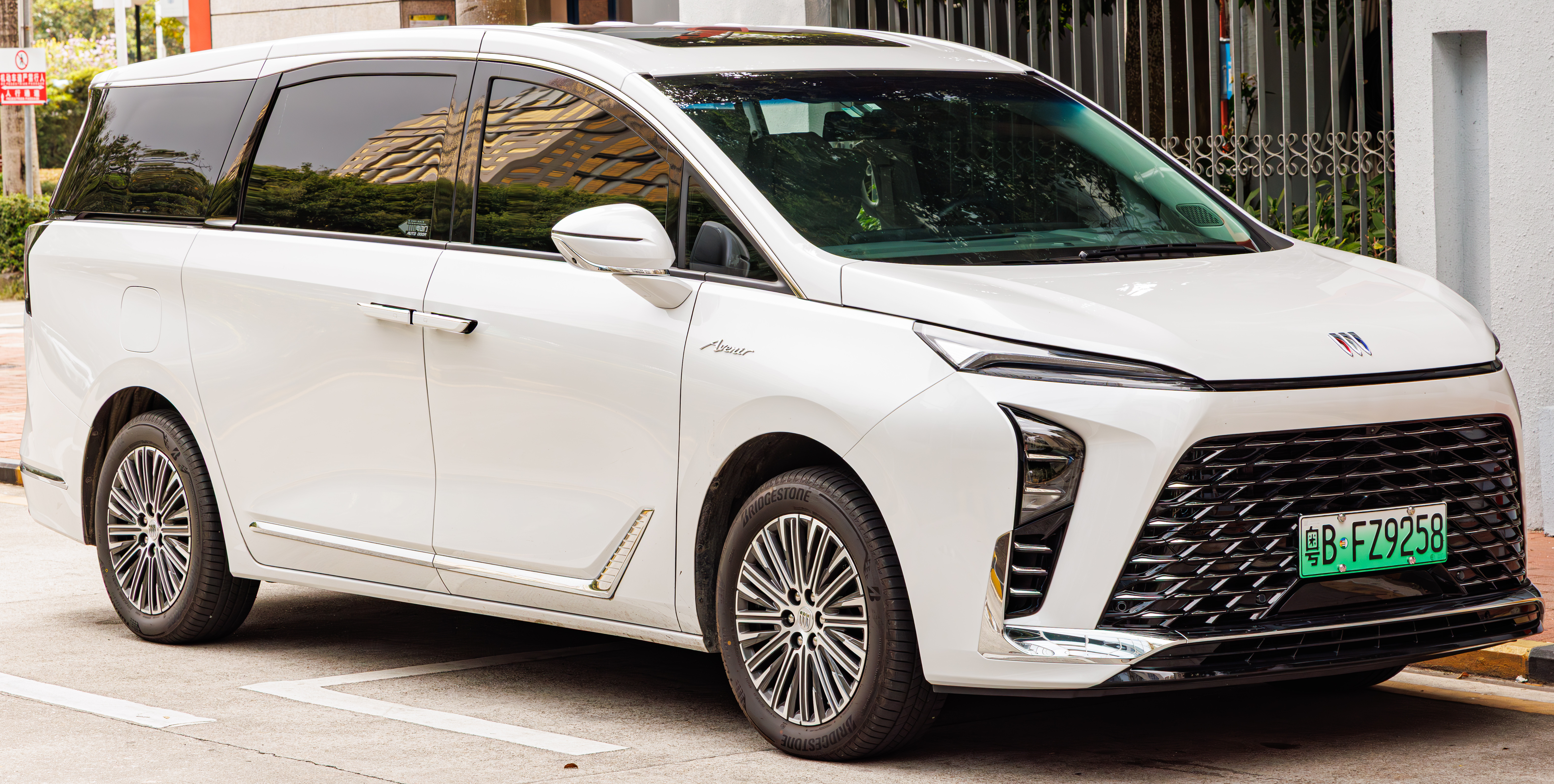
Buick GL8 ES PHEV (seit 2024)

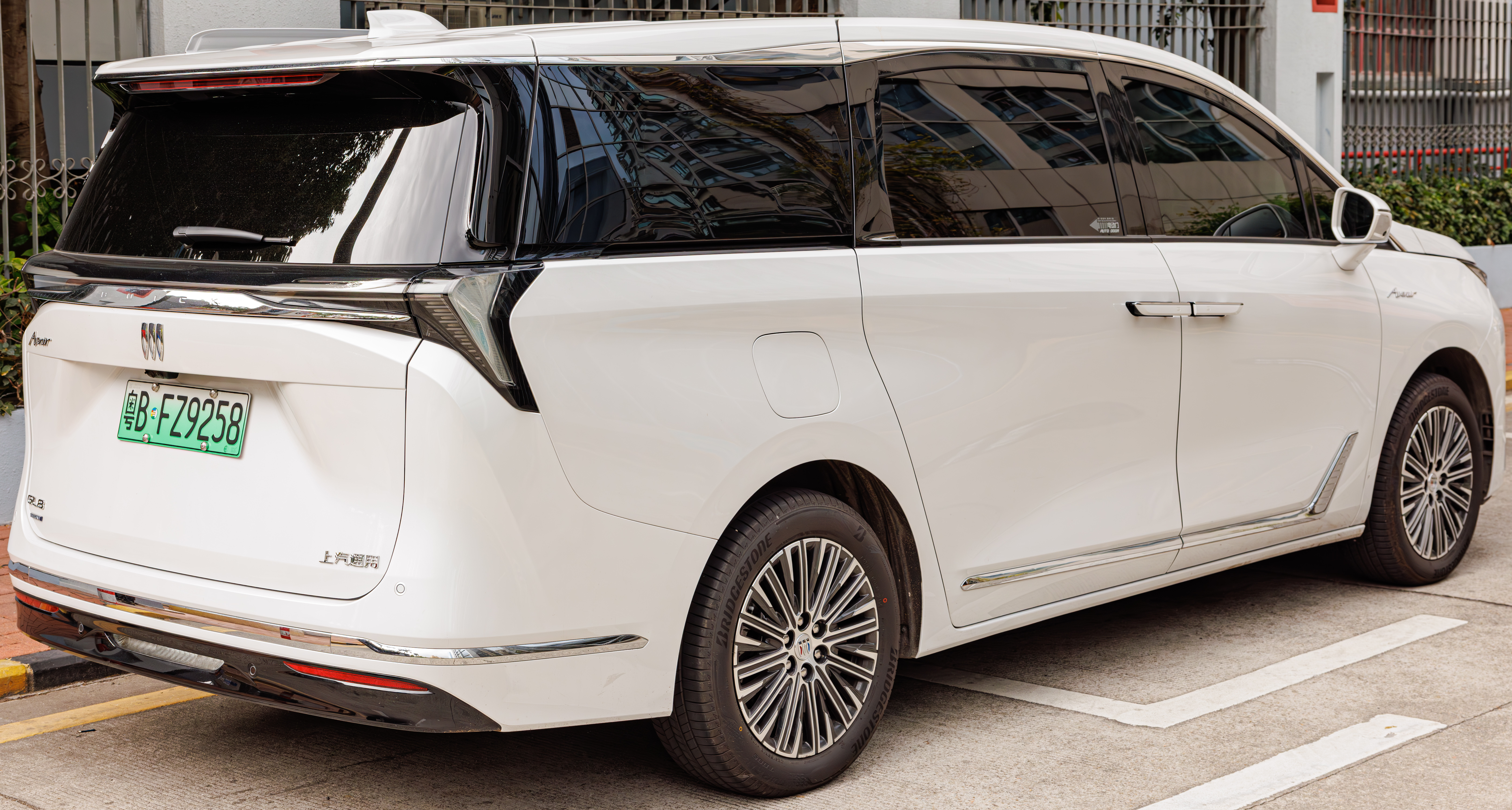
Buick GL8 ES PHEV (seit 2024) Heckansicht

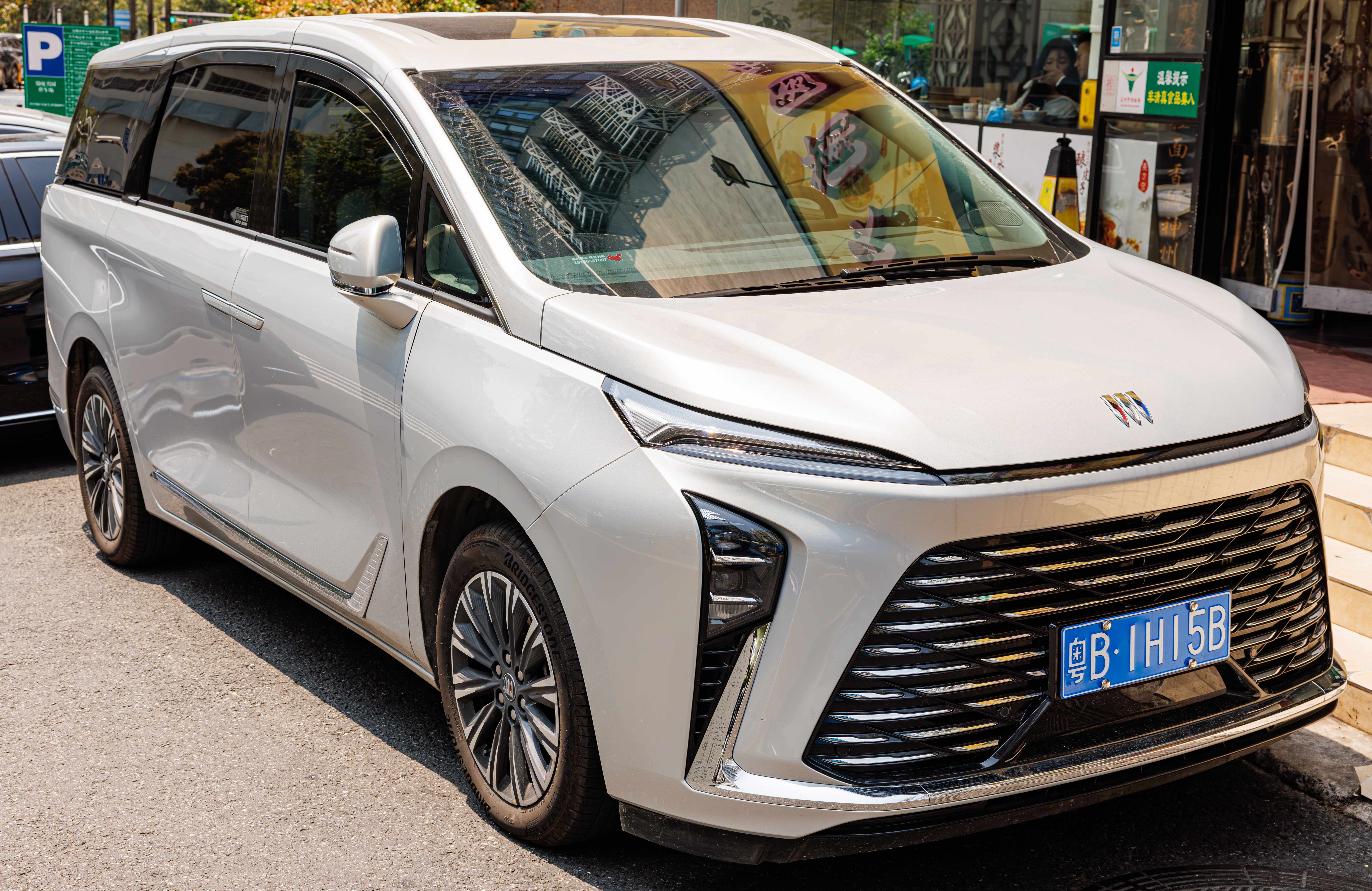
Buick GL8 ES (seit 2024)

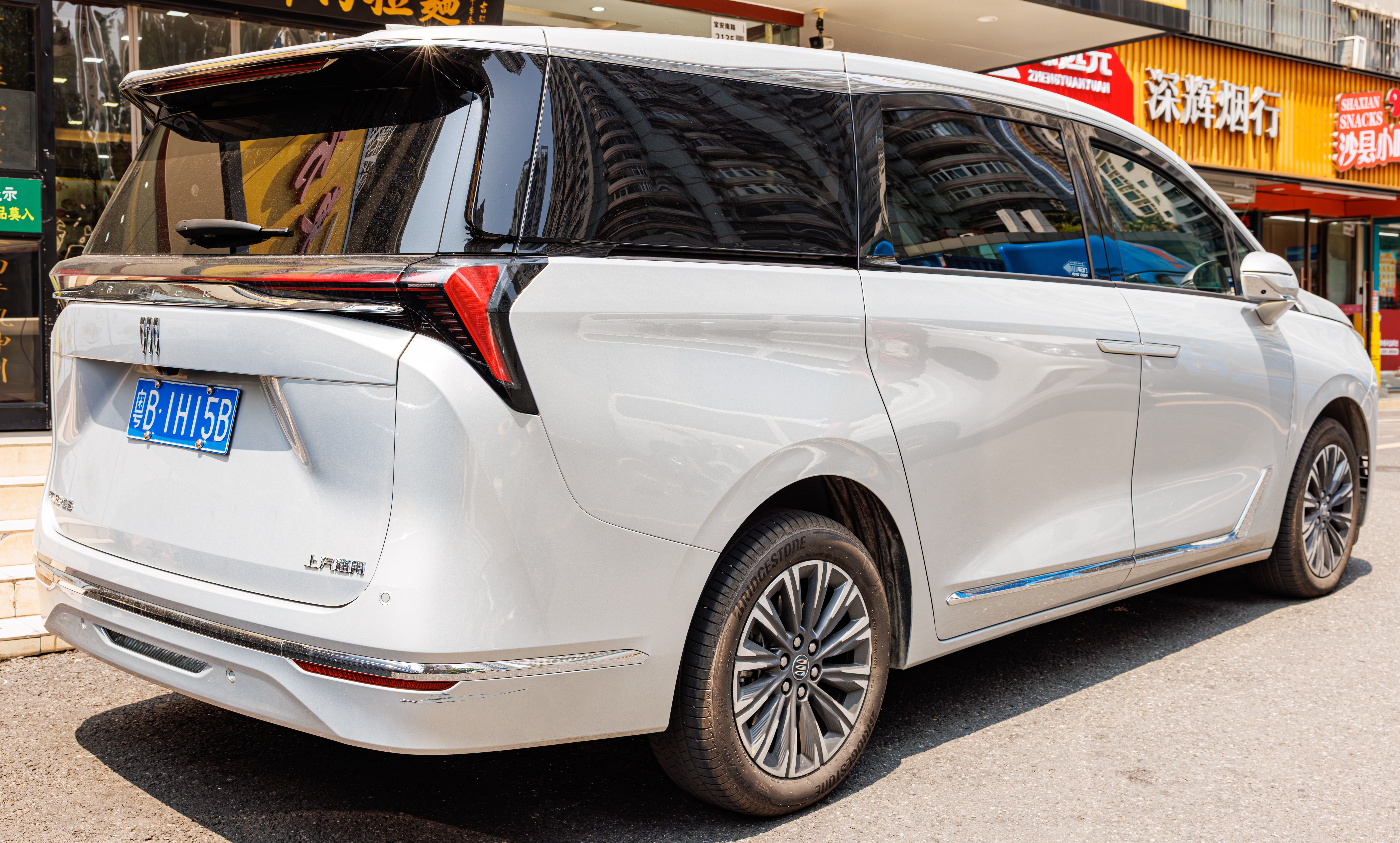
Buick GL8 ES (seit 2024) Heckansicht

Seit dem 8. November 2016 ist in China die dritte Generation des GL8 auf dem Markt. Während das Modell der ersten Generation eingestellt wurde, wird das Fahrzeug der zweiten Generation weiterhin gebaut. Antriebsseitig kommt nun ein aufgeladener Zweiliter-Ottomotor in Kombination mit einem 6-Stufen-Automatikgetriebe zum Einsatz. Eine überarbeitete Version dieser Generation wurde im April 2024 vorgestellt. Fortan ist auch eine Variante mit Plug-in-Hybrid-Antrieb erhältlich.
Neben dem Basismodell ES bietet Buick den GL8 auch als luxuriös ausgestatteten Avenir an.

### Technische Daten
|                                             | 652T                       | 28T                        | PHEV                       |
| ------------------------------------------- | -------------------------- | -------------------------- | -------------------------- |
| Bauzeitraum                                 | seit 05/2020               | 11/2016–05/2020            | seit 04/2024               |
| Motorkenndaten                              |                            |                            |                            |
| Motorart                                    | Ottomotor                  | Ottomotor                  | Ottomotor + Elektromotor   |
| Motorbauart                                 | R4                         | R4                         | R4                         |
| Hubraum                                     | 1998 cm³                   | 1998 cm³                   | 1498 cm³                   |
| max. Leistung bei min−1                     | 174 kW (237 PS) / 5000     | 191 kW (260 PS) / 5400     | 292 kW (397 PS) / 5500 (1) |
| max. Drehmoment bei min−1                   | 350 Nm / 1500–4000         | 350 Nm / 2000–5000         | 580 Nm / 1500–4500 (2)     |
| Kraftübertragung                            |                            |                            |                            |
| Antrieb, serienmäßig                        | Vorderradantrieb           | Vorderradantrieb           | Vorderradantrieb           |
| Getriebe, serienmäßig                       | 9-Stufen-Automatikgetriebe | 6-Stufen-Automatikgetriebe | 2-Stufen-Hybridgetriebe    |
| Messwerte                                   |                            |                            |                            |
| Höchstgeschwindigkeit                       | 195 km/h                   | 205 km/h                   | 180 km/h                   |
| Beschleunigung, 0–100 km/h                  | 9,8 s                      | 9,3 s                      | 7,8 s                      |
| Kraftstoffverbrauch auf 100 km (kombiniert) | 7,9 l Super                | 8,5–8,9 l Super            | 7,0 l Super                |
| Tankinhalt                                  | 66 l                       | 70 l                       | 73 l                       |

## 4. Generation (seit 2022)

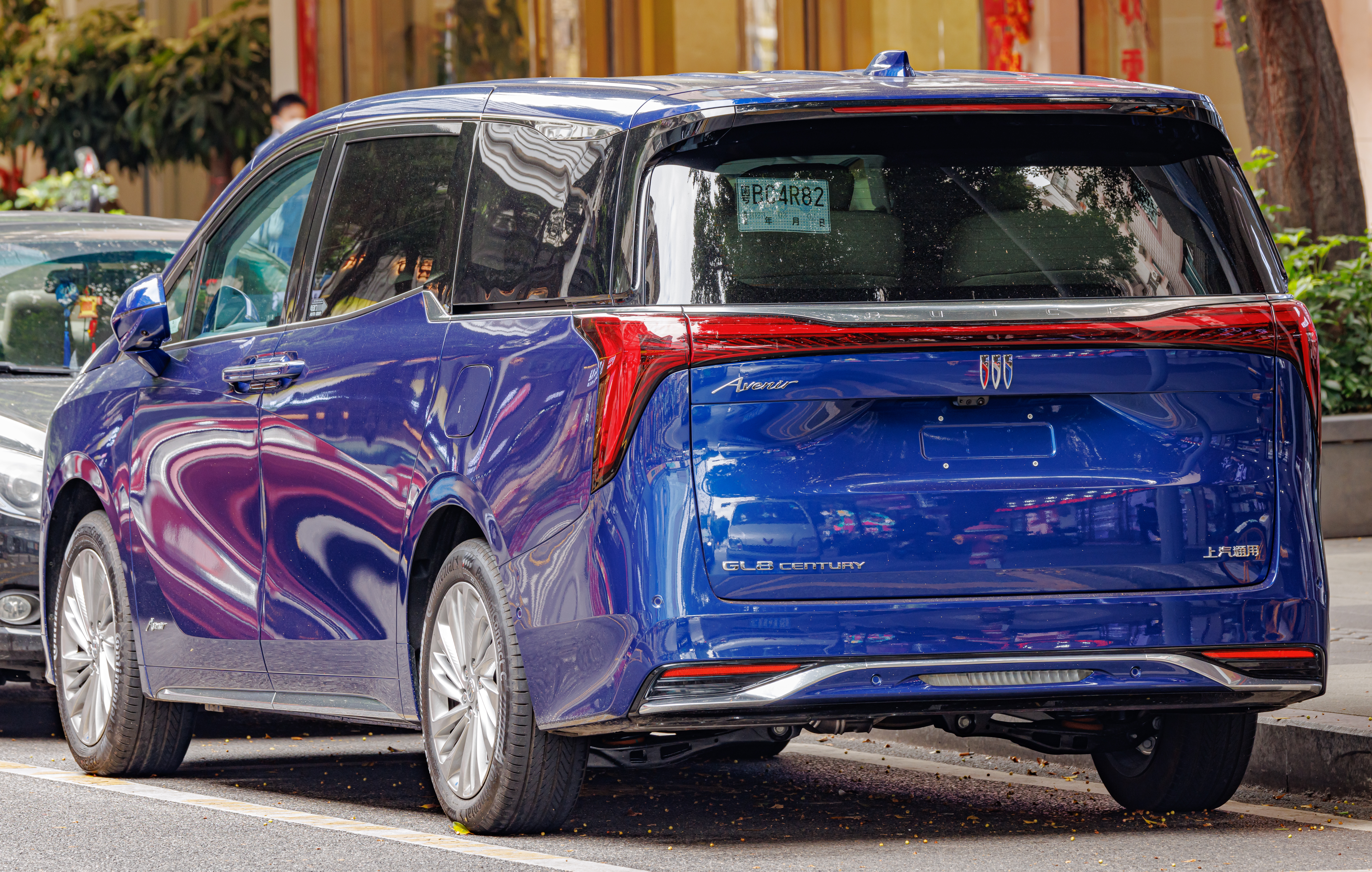
Heckansicht

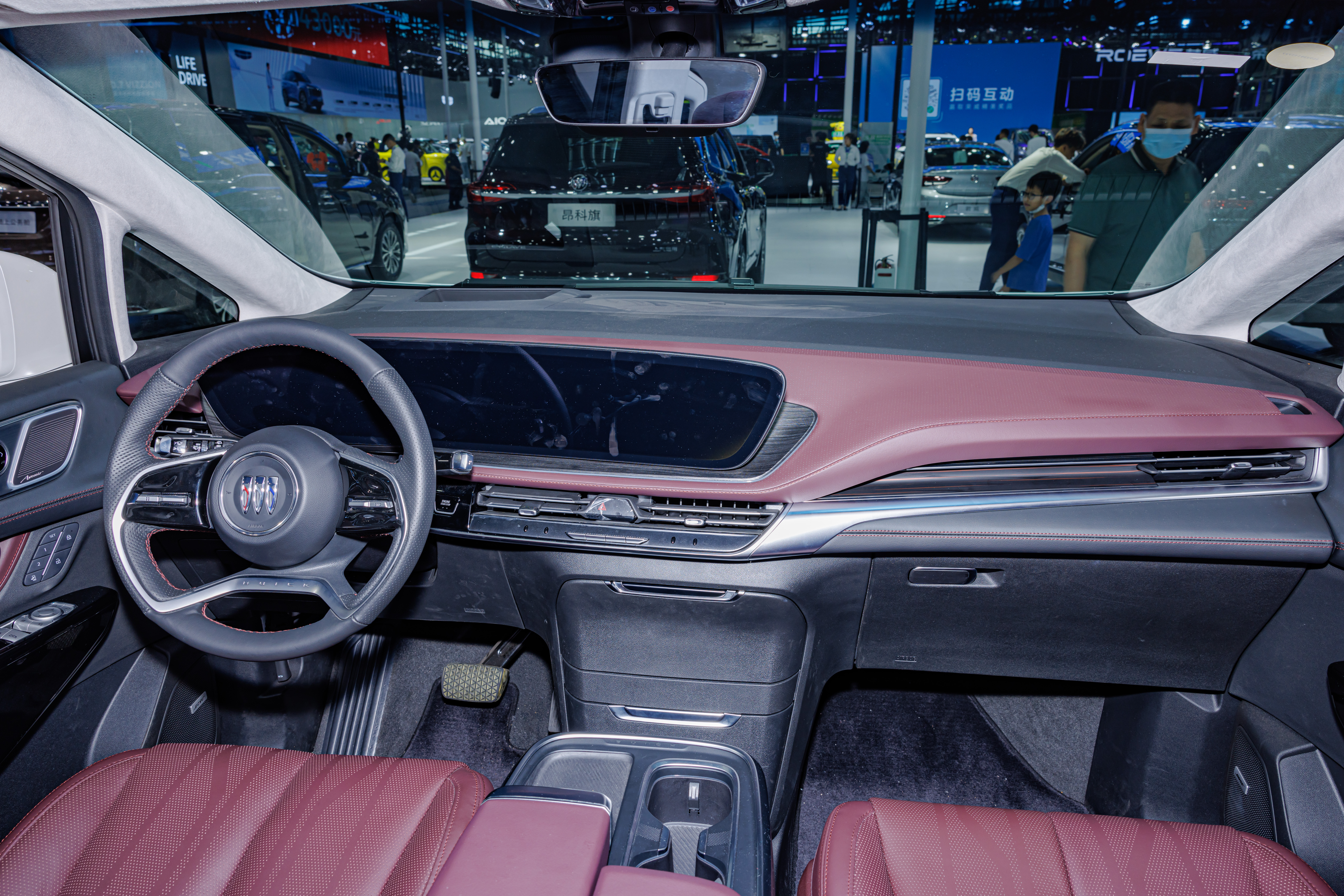
Innenansicht

Die vierte Generation der Baureihe wurde Anfang Juni 2022 als GL8 Century vorgestellt. Damit erinnert das Fahrzeug an den über viele Jahrzehnte angebotenen Buick Century. Seit Anfang November 2022 wird es in China verkauft. Angetrieben wird der GL8 Century ausschließlich von einem Zweiliter-Ottomotor mit einem 48-Volt-Bordnetz. Die zweite und dritte Generation des GL8 bleiben weiterhin im Angebot.

### Technische Daten
|                                             | 2.0T                       |
| ------------------------------------------- | -------------------------- |
| Bauzeitraum                                 | seit 11/2022               |
| Motorkenndaten                              |                            |
| Motorart                                    | Ottomotor                  |
| Motorbauart                                 | R4                         |
| Hubraum                                     | 1998 cm³                   |
| max. Leistung bei min−1                     | 174 kW (237 PS) / 5000     |
| max. Drehmoment bei min−1                   | 350 Nm / 1500–4000         |
| Kraftübertragung                            |                            |
| Antrieb, serienmäßig                        | Vorderradantrieb           |
| Getriebe, serienmäßig                       | 9-Stufen-Automatikgetriebe |
| Messwerte                                   |                            |
| Höchstgeschwindigkeit                       | 195 km/h                   |
| Beschleunigung, 0–100 km/h                  | 10,1–10,3 s                |
| Kraftstoffverbrauch auf 100 km (kombiniert) | 8,5–8,7 l Super            |
| Tankinhalt                                  | 70 l                       |

## Prototyp
2001 wurde der Buick GL8 XEA1  oder Buick Phoenix in Zusammenarbeit zwischen General Motors und der Shanghai Automotive Industry Corporation (SAIC) entwickelt. Dieser Wagen ist ein Hybridfahrzeug, das eine 35-kW-Brennstoffzelle für Hochdruck-Wasserstoff als Kraftquelle nutzt. Der GM Phoenix wurde offiziell im Pan Asia Automotive Technology Center in Shanghai, China, im Jahre 2001 enthüllt.